# Drepanosticta jurzitzai
Drepanosticta jurzitzai là loài chuồn chuồn trong họ Platystictidae. Loài này được Hämäläinen miêu tả khoa học đầu tiên năm 1999.